# Марія Арпад
Марія (1257 — 25 березня 1323) — угорська королівна, у шлюбі — королева-консорт Неаполітанського королівства. Донька короля Угорщини Стефана V та половецької княжни Єлизавети. Була регентом і фактичним правителем Неаполітанського королівства у 1290—1294, 1295–96, 1296–98 та 1302 рр.

## Біографія
Марія народилась в родині короля Стефана V. Її мати — Єлизавета, була донькою половецького хана Котяна, учасника битви на Калці.
Марія була другою з шести дітей. Її сестри: Єлизавета і Катерина, обидві стали королевами Сербії. Ще одна сестра, Ганна, одружилася з Візантійським імператором Андроніком II Палеологом. Єдиним братом Марії був угорський король Владислав IV.
1270 року, коли Марії було дванадцять років, її видали заміж за майбутнього короля Неаполя Карла II. Весілля відбулося в Неаполі 6 серпня 1270 року. Шлюб скріпив союз між Неаполем і Угорщиною для підтримки наміченого завоювання Візантії Неаполем, але він не виконав своєї мети, оскільки її брат у 1272 році уклав такий самий союз з Візантією.
Марія підтримувала Карла в його справах і провела 1278—1282 р. в Провансі, як регент.
1284 року вона фактично почала правити королівством, коли Карл був захоплений у полон в Арагоні. 1285 року Карл став монархом, але залишився в арагонській в'язниці. В цей час Марія не брала участі в регентстві Неаполя, але залишалася в Провансі, де правила, хоча вона не була офіційним регентом.
1288 року вона взяла участь у переговорах про звільнення чоловіка і в тому ж році уклала мирну угоду з Арагоном. Карл був звільнений того ж року, і вони повернулися в Неаполь разом. У 1290—1294 роках вона була регентом в Провансі.
10 липня 1290 року брат Марії Владислав IV помер бездітний. Постало питання, хто його стане спадкоємцем трону: у нього було чотири сестри, троє з них пережили його, всі вийшла заміж за могутніх правителів-сусідів, і всі мали дітей.
21 вересня 1290 року Марія посіла престол Угорщини. Проти неї виступили сестри Катерини і Елізабет, а також сили, що представляли інтереси дітей її молодшої сестри Ганни (яка на той час вже померла) та Візантійського імператора Андроніка II.
1291 року папський легат коронував Марію в Неаполі, після чого титул і права на угорський трон вона передала своєму старшому сину — Карлу Мартелу. 
Однак 1295 року Карл Мартел помер. Після чого, 30 серпня 1295 року Папа Римський підтвердив, що лише Марія має єдине право на трон в Угорщині. Проте син Катерини, Стефан Владислав II продовжував боротьбу за королівську владу. Зрештою він отримав Славонію, як компроміс.
Після тривалої боротьби королем Угорщини став онук Марії Карл I Роберт.
Династичні гілки сестер Марії та Катерини злились в одну в особі їх правнучки Марії I Анжуйської, що стала королевою Угорщини 1382 року.
Інша сестра Єлизавета, що в другому шлюбі була дружиною богемського пана Завиша з Фалькенштайну, який був регентом Богемії при Вацлаві II. Коли Завиша 1290 року стратили, Єлизавета з сином виїхали до Неаполя, де деякий час мешкали при дворі Марії. Планувалось, що Єлизавета піде до монастиря, проте їй вдалось вийти заміж за брата чоловіка своєї сестри Катерини — Стефана Уроша II.
1294 року Марія повернулася з Карлом до Неаполя. Вона була його представником на переговорах з Папою у 1295—1296 роках.
Між 1296 і 1298 рр. Марія правила як регент Неаполя за відсутності чоловіка. Востаннє вона була регентом у 1302 році. Після цього вона втратила вплив на державні справи і зайнялась благодійністю, фінансуванням монастирів і церков.
Чоловік Марії помер у серпні 1309 року. Жила в Неаполі до кінця життя, де померла 25 березня 1323 року. Похована в Неаполі в Санта-Марія-Донна Регіна.

## Родина
Чоловік — Карл II, король Неаполю
Діти:

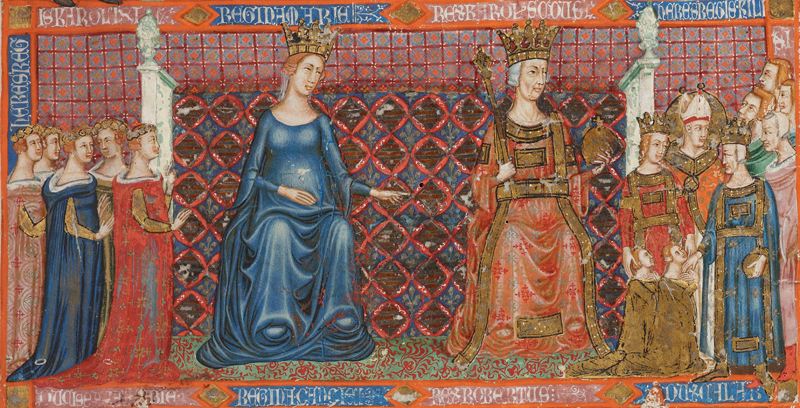
Марія, Карл і їх діти у Неапольській Біблії

- Карл Мартел (1271—1295), король Угорщини
- Маргарита (1273—1299), графиня Анжу, дружина Карла Валуа
- Луї (1275—1298), єпископ Тулузи, канонізований
- Роберт І (1277—1343), король Неаполю
- Філіп I (1278—1331) Принц Таранто, деспот Румунії, імператор Константинополя
- Бланш (1280—1310), королева Арагону, дружина Хайме II
- Раймонд Беренгер (1281—1307), граф Провансу, князь П'ємонта та Андрії
- Іван (1283—1308), священик
- Тристан (1284—1288), помер в дитинстві
- Елеонора (1289—1341), королева Сицилії, дружина Фредеріка III
- Марія (1290—1346), дружина Санчо I
- Петро (1291—1315), граф Гравіна
- Іван (1294—1336), князь Дураццо, король Албанії
- Беатріс (1295—1321), була двічі одружена.

## Генеалогія
Марія веде свій родовід, в тому числі, й від Великих князів Київських Мстислава Великого та Володимира Мономаха.